# Stéphane Gervasoni
Stéphane Gervasoni (* 1967 in Voiron) ist ein französischer Jurist. Er ist Richter am Europäischen Gerichtshof.

## Leben und Wirken
Gervasoni studierte Verwaltungswissenschaften am Institut d’études politiques de Grenoble, wo er 1988 seinen Abschluss machte; 1993 folgte ein weiterer Abschluss an der École nationale d’administration. Anschließend nahm er eine Tätigkeit als Auditeur am Conseil d’État auf und. 1996 stieg er zum Maître des requêtes und 2008 zum Conseiller d’État auf. Parallel dazu engagierte er sich in der Lehre als Dozent am Institut d’études politiques de Paris. Außerdem war er dort von 1993 bis 1997 Berichterstatter in der Streitsachenabteilung und von 1996 bis 1997 zugleich Mitglied der Abteilung für Soziales. Von 1994 bis 1996 fungierte er zudem als Vertreter der Regierung in der beim Conseil d’État eigens eingerichteten besondere Rentenberufungskommission und war on 1995 bis 1997 Rechtsberater beim Ministerium für den öffentlichen Dienst und bei der Stadt Paris. 1997 wurde er Generalsekretär der Präfektur des Départements Yonne und Unterpräfekt des Arrondissements Auxerre. 1999 wechselte in das Département Savoie, wo er Generalsekretär der Präfektur und Unterpräfekt des Arrondissements Chambéry wurde.
2001 trat Gervasoni in den Dienst des Gerichtshofs der Europäischen Gemeinschaften, wo er Rechtsreferent von Richter Jean‑Pierre Puissochet wurde. Parallel dazu war er von 2001 bis 2005 ordentliches Mitglied der Beschwerdekommission der NATO und von 2011 bis 2013 Mitglied des Beschwerdeausschusses der Europäischen Weltraumorganisation. Am 5. Oktober 2005 wurde Gervasoni Richter am an diesem Tag neu eingerichteten Gericht für den öffentlichen Dienst der Europäischen Union. Von Oktober 2008 bis Oktober 2011 war er dort Kammerpräsident und kehrte im Oktober 2011 als Stellvertreter des Präsidenten der Achten Streitsachenabteilung an den Conseil d’État zurück.
Am 16. September 2013 wurde Gervasoni zum Richter am Gericht der Europäischen Union ernannt. Von September 2016 bis September 2022 war er dort Kammerpräsident. Zudem unterrichtet er seit 2016 an der Universität Luxemburg. Im März 2024 wurde Gervasoni zum Richter am Europäischen Gerichtshof gewählt; er trat dieses Amt zum 7. Oktober 2024 an.